# Naschel
Naschel es una localidad del departamento Chacabuco en la provincia de San Luis, Argentina.

## Toponimia
Naschel, que en un principio se tomó como significando “senderos y gritos que asustan en la oscuridad”, luego de investigaciones realizadas sobre las raíces provenientes del lenguaje que le dieron dicho nombre a la localidad, se pudo llegar a definir que su significado es "gente de abajo", debido a su localización en medio de sierras y altos bordes territoriales.

## Historia
Naschel fue fundado el 27 de diciembre de 1907 cuando la llegada del ferrocarril propició la venta del primer terreno, si bien ya por el año 1895 figuraba en los censos nacionales. La historia de la localidad comenzó como la de otras muchas que vivían del campo, con un puñado de familias, muchas inmigrantes, que trabajaban la tierra durante todo el día y, por la noche, se reunían para pensar en el crecimiento del pueblo y organizar actividades y propuestas.
Esta localidad creció al ritmo de campo, pero se transformó con la llegada de la industria entre los años 80 y 90 cuando un aluvión de nuevos habitantes, atraídos por la oferta laboral, no solo duplicó la población sino que cambió la fisonomía urbana, con casas que llenaron hasta los espacios más pequeños de terreno.
Además de ser una zona agrícola por excelencia, se caracteriza por la presencia de empresas nacionales y transnacionales que producen diferentes bienes y le otorgan empleo, no solo a los habitantes locales sino también a poblados vecinos.

## Población
Contó con 3,543 habitantes (Indec, 2010), lo que representó un incremento del 12% frente a los 3,157 habitantes (Indec, 2001) del censo anterior.
Según el censo 2022 la población total del municipio fue de 4,247personas. En tanto, el número de viviendas registradas fue de 1534.
| Gráfica de evolución demográfica de Naschel entre 1895 y 2022 |
|                                                               |
| Fuente: Censos nacionales del INDEC                           |

## Parroquias de la Iglesia católica en Naschel
| Diócesis  | San Luis             |
| --------- | -------------------- |
| Parroquia | San Antonio De Padua |